# Katastrophe bei den Krönungsfeierlichkeiten des Kaisers Nikolaus II.

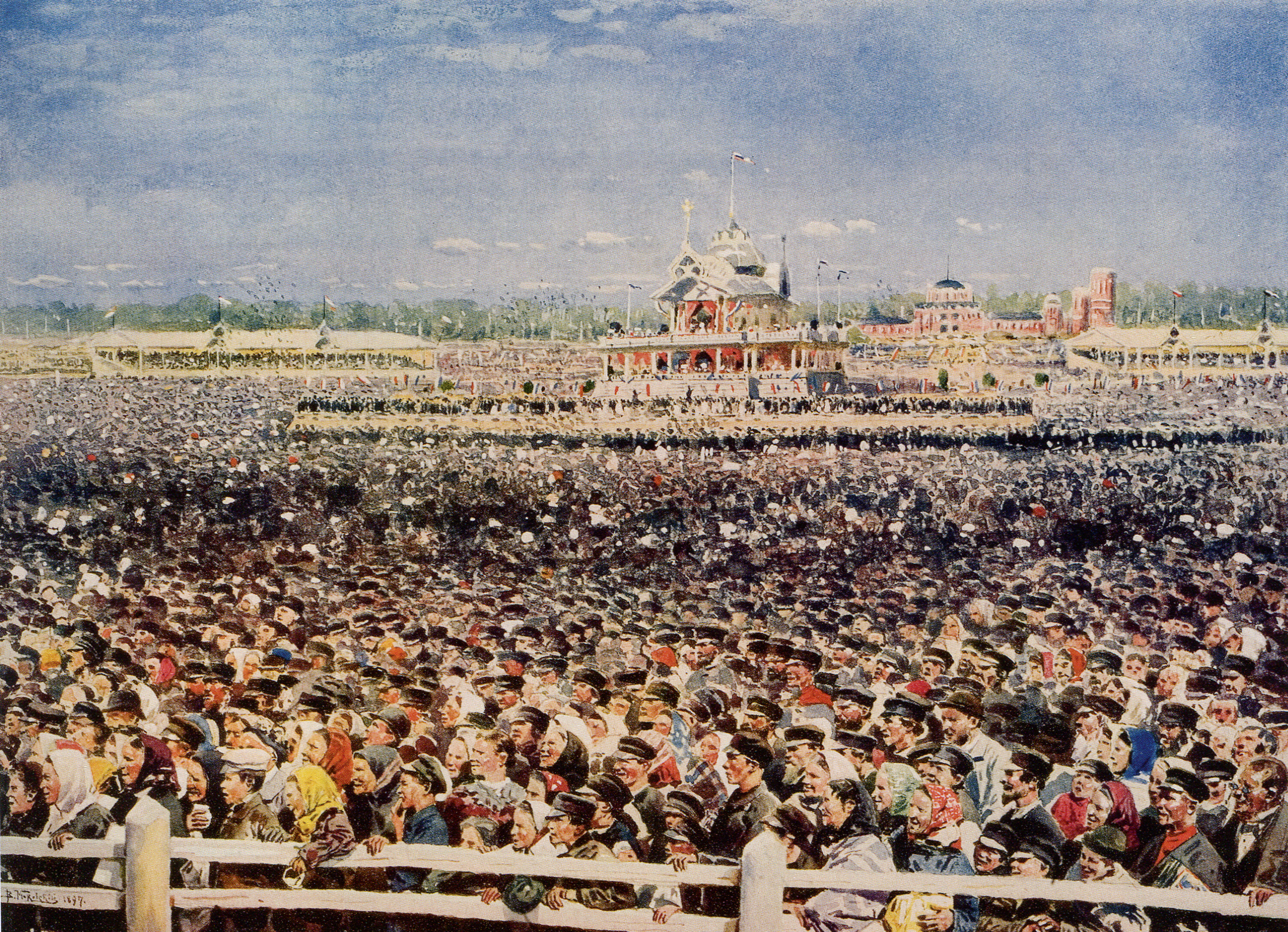
Volksfest anlässlich der Krönung, Aquarell von Wladimir Jegorowitsch Makowski 1899

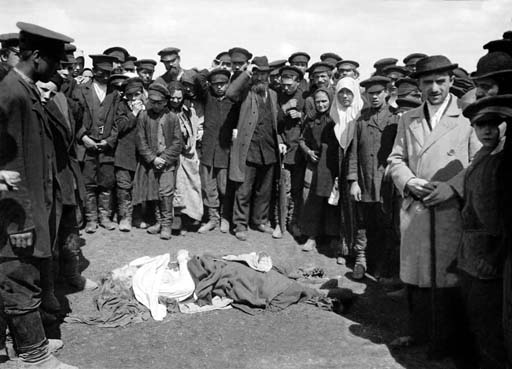
Opfer der Massenpanik

Die Katastrophe bei den Krönungsfeierlichkeiten des Kaisers Nikolaus II. war eine Massenpanik, die sich am 18. Maijul. / 30. Mai 1896greg. auf dem Chodynkafeld bei Moskau ereignete. Es starben 1389 Menschen, weitere 1300 wurden verletzt. Die Katastrophe zählt damit zu den Massenpaniken mit den meisten Todesfällen.
Bei einem Volksfest vier Tage nach der Krönung des neuen Zaren Nikolaus II. waren schon in der Nacht zuvor viele Einwohner zum Veranstaltungsort gekommen. Ein Grund dafür waren die Geschenke, die auf dem Fest verteilt werden sollten. Anlass für die Katastrophe wurde ein Gerücht, dass die Geschenke bereits verteilt werden sollten.
Eine Untersuchung machte einen Onkel des Kaisers, der das Fest organisiert hatte, für das Unglück verantwortlich. Nikolaus wollte aber kein Familienmitglied anklagen lassen. Außerdem besuchte der Kaiser am Abend einen Ball der französischen Botschaft. Das Volk nahm dies Nikolaus während seiner gesamten Amtszeit übel. Nikolaus wurde zum letzten Kaiser Russlands: Er wurde von der Februarrevolution 1917 im Ersten Weltkrieg abgesetzt. Die Bolschewiki ließen ihn und seine Familie 1918 erschießen.

## Ablauf
Nach der Krönung von Nikolaus II. am 14. Maijul. / 26. Mai 1896greg. sollte ihm zu Ehren vier Tage später gegenüber dem Petrowsker Palais ein großes Volksfest auf dem Feld von Chodynka stattfinden, das von der Moskauer Garnison als Truppenübungsplatz verwendet wurde. Das Feld war von Gräben durchzogen, was zum dramatischen Verlauf der Veranstaltung später beitrug. Es sollten um zehn Uhr morgens 400.000 Geschenke an die Menge verteilt werden, bestehend aus einem Bündel aus Lebensmitteln und verschiedenen Gegenständen, darunter ein emaillierter Becher mit dem Wappen des Zaren (auch Königsbecher oder Zarenbecher genannt). Hergestellt wurde dieser unter anderem von der Fabrik des pfälzischen Unternehmers Gustav Ullrich, so wie von weiteren deutschen und österreichischen Unternehmen. 150 Buffets sollten das Volk verköstigen, in zehn Pavillons Musikgruppen und Theatertruppen für Unterhaltung sorgen. Um 14 Uhr sollte sich dann der Zar persönlich zeigen.
Viele Moskauer waren schon in der Nacht auf das Feld gekommen, um am Morgen die Verteilung der Geschenke nicht zu verpassen. In der mondlosen Nacht lag völlige Dunkelheit auf dem Areal und viele Neuankömmlinge fielen bereits in die Gräben. Am Morgen drängten sich eine halbe Million Menschen auf dem Gebiet. Die zu wenigen Ordnungskräfte merkten schnell, dass die Lage bedrohlich wurde und dass sie mit einer derartigen Menschenmenge nicht fertigwerden würden. Das Unglück ereignete sich um sechs Uhr morgens. Aufgrund eines Gerüchts, es würden bereits Geschenke verteilt, drängte die Menge zu den aufgebauten Buffets.
Der Augenzeuge und Journalist Wladimir Giljarowski schrieb später: „Das Gedränge war fürchterlich. Vielen wurde schlecht und einige verloren das Bewusstsein, ohne die Möglichkeit gehabt zu haben, herauszukommen oder auch nur umzufallen: bewusstlos, mit geschlossenen Augen, eingezwängt wie in Schraubstöcke, wogten sie mit der Menge hin und her … Ein in meiner Nähe neben meinem Nachbarn stehender großer, wohlgestalteter alter Mann atmete schon lange nicht mehr: Er war schweigend erstickt, ohne Laut gestorben, und seine erkaltete Leiche wogte mit uns hin und her.“
Die Katastrophe nahm ihren Lauf, indem Menschen in einen 90 Meter langen und etwa drei Meter tiefen Graben gedrückt wurden, der in dem Feld verlief. Die Nachrückenden bemerkten dies nicht und so fielen immer mehr in den Graben und begruben die unter ihnen Liegenden. Insgesamt kamen 1389 Menschen zu Tode.

## Folgen
Am Tag des Unglücks schrieb Nikolaus in sein Tagebuch: „Bis jetzt lief alles Gott sei Dank wie ein Uhrwerk, aber heute ist ein großes Unglück passiert.“ Zusammen mit seiner Frau Alexandra besuchte er den Tag über Verletzte in den Hospitälern. Die Familie jedes Getöteten sollte 1000 Rubel aus seinem Privatvermögen erhalten. Jedes Opfer sollte ein Begräbnis auf seine Kosten bekommen. Die öffentliche Meinung wurde jedoch nachhaltig davon beeinflusst, dass der Zar am Abend einen Ball der französischen Gesandtschaft besuchte. Die Franzosen waren Russlands einzige wirkliche Alliierte in Europa, und so ließ sich Nikolaus von seinem Onkel Sergei Alexandrowitsch dazu überreden, an dem Ball teilzunehmen, um diese Beziehungen nicht zu gefährden. Während seiner ganzen Amtszeit hielt sich die öffentliche Meinung über Nikolaus als jemand, der sich nicht um das Unglück seines Volkes geschert hatte.
Nikolaus ordnete eine Untersuchung der Vorfälle an, die ergab, dass Nikolaus’ Onkel, der seit Februar die Feierlichkeiten vorbereitet hatte, für das Unglück verantwortlich gemacht werden musste. Nikolaus schreckte vor ernsten Konsequenzen zurück. Die Zarenfamilie überzeugte ihn davon, dass die Monarchie ihre Autorität verlieren würde, wenn Mitglieder öffentlich angeklagt würden. Stattdessen wurde der Moskauer Oberpolizeimeister Alexander Alexandrowitsch Wlassowski zur Verantwortung gezogen. Das russische Volk hielt dessen ungeachtet weiterhin Sergei Alexandrowitsch für den tatsächlich Verantwortlichen; der Volksmund bezeichnete ihn fortan als „Fürst Chodynskij“.
Der russische Poet Konstantin Balmont schrieb in einem Gedicht im Jahre 1908 über Zaren Nikolaus: „Wer seine Herrschaft mit Chodynka begann, wird auf dem Schafott enden.“ Tatsächlich wurde dieser 1917 im Zuge der Februarrevolution entmachtet und ein Jahr später zusammen mit seiner Familie ermordet.